# 날개는 필요 없어
〈날개는 필요 없어〉(翼はいらない 츠바사와이라나이[*])는 AKB48의 44번째 싱글이다.

## 개요
전작 〈너는 멜로디〉로부터 약 3개월 만의 싱글이다.

## 수록곡

### Type A
CD
1. 翼はいらない / 날개는 필요 없어
(작사: 아키모토 야스시 / 작곡·편곡: 와카타베 마코토)
2. Set me free - Team A
(작사: 아키모토 야스시 / 작곡·편곡: 이노우에 요시마사)
3. 恋をすると馬鹿を見る / 사랑을 하면 손해를 본다 - Team B
(작사: 아키모토 야스시 / 작곡·편곡: 츠키다 타다시)
4. 翼はいらない off vocal ver.
5. Set me free off vocal ver.
6. 恋をすると馬鹿を見る off vocal ver.

DVD
1. 翼はいらない
2. Set me free
3. 恋をすると馬鹿を見る
4. 나카니시 치요리 추녀 시리즈 〈추녀의 추억.〉

### Type B
CD
1. 翼はいらない / 날개는 필요 없어
2. Set me free - Team A
3. 考える人 / 생각하는 사람 - Team 4
(작사: 아키모토 야스시 / 작곡·편곡: 이타가키 유스케)
4. 翼はいらない off vocal ver.
5. Set me free off vocal ver.
6. 考える人 off vocal ver.

DVD
1. 翼はいらない
2. Set me free
3. 考える人
4. 축 다카하시 미나미 졸업 “148.5cm가 본 꿈” in 요코하마 스타디움 다이제스트

### Type C
CD
1. 翼はいらない / 날개는 필요 없어
2. 哀愁のトランペッター / 애수의 트럼펫터 - Team K
(작사: 아키모토 야스시 / 작곡·편곡: 와다 코헤이)
3. 夢へのルート / 꿈으로 가는 루트 - Team 8
(작사: 아키모토 야스시 / 작곡: 토야마 다이스케 / 편곡: 노나카 “마사” 유이치)
4. 翼はいらない off vocal ver.
5. 哀愁のトランペッター off vocal ver.
6. 夢へのルート off vocal ver.

DVD
1. 翼はいらない
2. 哀愁のトランペッター
3. 夢へのルート
4. 翼はいらない -완전판-

### 극장반
CD
1. 翼はいらない / 날개는 필요 없어
2. 哀愁のトランペッター / 애수의 트럼펫터 - Team K
3. 君はどこにいる? / 너는 어디에 있어? - NGT48
(작사: 아키모토 야스시 / 작곡: 이토 신타로 / 편곡: 와카타베 마코토)
4. 翼はいらない off vocal ver.
5. 哀愁のトランペッター off vocal ver.
6. 君はどこにいる? off vocal ver.

## 선발 멤버

### 날개는 필요 없어
(센터:무카이치 미온)
- AKB48:이리야마 안나, 오오시마 료카, NMB48:시로마 미루, 오오야 시즈카, 코지마 하루나, 히와타시 유이, 요코야마 유이, HKT48:코다마 하루카, 시마자키 하루카, 미야자키 미호, 야마다 나나미, NGT48:카시와기 유키, 와타나베 마유, 카토 레나, 카와모토 사야, 미네기시 미나미, 무카이치 미온, 무토 토무, 오카다 나나, 다카하시 쥬리, NMB48:야마모토 사야카, NMB48:스토 리리카, SKE48:키타가와 료하, SKE48:마츠이 쥬리나, SKE48:고토 라라, HKT48:사시하라 리노, HKT48:미야와키 사쿠라, NGT48:카토 미나미, NGT48:키타하라 리에, NGT48:타카쿠라 모에카